# Pachydactylus mariquensis
Pachydactylus mariquensis là một loài thằn lằn trong họ Gekkonidae. Loài này được Smith mô tả khoa học đầu tiên năm 1849.